# BTL (группа)
BTL (кор.: 엘 엘; стилизовано под BTL), также известная как Beyond The Limit — южнокорейская группа, сформированная под руководством Kiroy Company. Группа состояла из девяти членов: Джису, Джей, Кью. Эля, Макс, Джин. Паул, Робин, Дока, Алэн и Юа. Они выпустили свой дебютный сингл «Too-G» (투지; туджи) 15 мая 2014 года. 23 июля 2015 года они планировали выпустить свою вторую заглавную песню «Gold Moon» в одноименном мини-альбоме, но позже, он был выпущен только в качестве промоальбома в Гонконге.

## История

### Дебют
24 марта 2014 года генеральный директор агентства Ян Джун Сын разместил фотографию музыкального видео на различных сайтах социальных сетей и объявил, что компания Kiroy сформировала группу, которая в скором времени должна дебютировать. 15 мая 2014 года BTL выпустили «Too-G», а позже продвигали её на M!Countdown и последующих телевизионных программах в течение 4 месяцев. Вскоре после окончания «Too-G» промоушен BTL начал продвижение в Гонконге, где группе удалось занять первое место в «Metro Radio Music Top 10», топ-музыкальном чарте под Metro Broadcast Corporation, где бой-бэнд занял одну позицию на несколько недель. BTL посетили Гонконг, проведя различные интервью для крупных радиосетей, а также выступили в популярной музыкальной программе «Jade Solide Gold». BTL присутствовали на открытии вечеринки SG Entertainment, где было множество китайских, гонконгских и корейских знаменитостей. Их гонконгский лейбл «SG Entertainment» построил музей, прилегающий к их офисам, который отображает реквизит и продает товары от своих художников, включая корейских художников YE-A, N-Sonic и Madtown.

## Второй альбом
Вскоре после окончания промоакций «Too-G», участник Юа объявил, что покинет BTL, чтобы продолжить сольную карьеру под тем же лейблом. Члены Джису и Джей участвовали в записи совместной песни под названием «우린 왜 닮았 나요 나요»? с участием генерального директора компании Kiroy. Участник Джей выступал в качестве рэпера в девичьей группе Kiroy Company YE-A «Up N Down», а также фигурировал в музыкальном видеоклипе. Незадолго до объявления о своем возвращении, Джису был призван на обязательную военную службу, в которой должны участвовать все корейские мужчины. BTL анонсировали через своё фан-кафе, что группа будет продвигаться составом из 8 человек. Летом 2015 года компания Kiroy объявила, что BTL вернется с 6-ю треками мини-альбома под названием «Gold Moon». Компания Kiroy провела презентацию для журналистов и поклонников, чтобы показать некоторые из новых песен вместе с лейблом и певцом баллады Тей.

## Расформирование
Вскоре после их показа, Тей покинул компанию Kiroy и ушёл в «HIS Entertainment», оставив BTL единственным кормильцем компании Kiroy. После его ухода генеральный директор объявил о том, что покидает компанию Kiroy, чтобы управлять новым предприятием «Jackpot Entertainment» в качестве главного исполнительного директора. 19 % бизнес-акций компании Kiroy было куплено компанией по развитию и маркетингу домашнего хозяйства SHINHOO 8 сентября 2015 года и простояло до 28 апреля 2016 года, когда компания Kiroy объявила о закрытии бизнеса и расформировании артистов BTL и YE-A.

## Бывшие участники
- Джису (кор.: 지수)
- Джин. Паул (кор.: 쟝폴)
- Джей (кор.: 제이)
- Дока (кор.: 도카)
- Робин (кор.: 로빈)
- Кью. Эль (кор.: 큐엘)
- Макс (кор.: 맥스)
- Алэн (кор.: 엘렌)
- Юа (кор.: 유아)

## Корейская дискография

### Цифровые синглы
«Too-G»
- Выпущен: 15 мая 2014 г.
- Язык: Корейский
- Продолжительность: 11:18
- Лейбл: Kiroy Company

1. «Break The Limit»
2. «Too-G» (투지)
3. «Too-G» (투지) (instrumental)